# 4th Battalion, Royal Australian Regiment
Il 4º Battaglione del Royal Australian Regiment (Commando) è stata un'unità delle forze speciali australiane.
Fondato nel 1964, fu coinvolto nel confronto tra Indonesia e Malesia e nella guerra del Vietnam, distinguendosi in molte azioni. Nel 1973 fu sciolto e i suoi membri assegnati al 2º Battaglione del RAR.
Nel 1994 il Ministero della Difesa di Canberra decise di costituire un'unità di forze speciali, sul modello dei Ranger statunitensi o dei Royal Marines britannici, soprattutto allo scopo di offrire unità di supporto tattico per l'unità di punta delle forze speciali australiane (lo Special Air Service Regiment). Il 4th RAR Commando ed il SASR hanno operato congiuntamente in molti conflitti, soprattutto Timor Est, Afghanistan e in Iraq.
Nel 2009 il Ministero della Difesa decise di elevare l'unità a reggimento, ma per fare ciò fu ordinato lo scioglimento del battaglione e l'immediata costituzione di un 2nd Commando Regiment, a tutti gli effetti erede di tale unità d'élite. Il governo australiano, in alcune interviste, ha fatto inoltre sapere che se le circostanze lo dovessero richiedere non esiterà ad ordinare la ricostituzione del 4th Battallion of Royal Australian Regiment come unità di fanteria leggera.